# كيمنتزر
كيمنتزر هو نادي كرة قدم في ألمانيا تأسس في 1966.

## وصلات خارجية
- الموقع الرسمي